# Лома Линда Ист (округ Џим Велс, Тексас)
Лома Линда Ист (енгл. Loma Linda East, Jim Wells County) насељено је место без административног статуса у америчкој савезној држави Тексас.

## Демографија
По попису из 2010. године број становника је 254, што је 40 (18,7%) становника више него 2000. године.
| Група             | 2000.       | 2010.       |
| Белци             | 11 (5,1%)   | 14 (5,5%)   |
| Афроамериканци    | 0 (0,0%)    | 0 (0,0%)    |
| Азијати           | 0 (0,0%)    | 0 (0,0%)    |
| Хиспаноамериканци | 203 (94,9%) | 240 (94,5%) |
| Укупно            | 214         | 254         |